# Monnina pilosa
Monnina pilosa là một loài thực vật có hoa trong họ Polygalaceae. Loài này được Kunth mô tả khoa học đầu tiên năm 1821.